# Løjert (maritimt)
 Denne artikel bør gennemlæses af en person med fagkendskab for at sikre den faglige korrekthed.
    ⇒  Billeder efterspørges for tydeliggørelse 

En løjert er en krog med en lukkeanordning, der bl.a. anvendes til fastgørelse af sejl til stag.
Af landkrabber kaldet en karabinhage.